# Luxembourg Digital Songs
Luxembourg Digital Songs és una llista publicada per la revista Billboard. La llista inclou les estadístiques de vendes de senzills i cançons que són populars a Luxemburg. Les dades estan basades en les xifres de vendes, que es compilen per Nielsen SoundScan.
La llista va ser creada el 19 de setembre de 2009. Actualment, el primer lloc és ocupat per la cançó «Love me Like You Do» d'Ellie Goulding.